# Amedeo Bressa
Amedeo Bressa – detto Meo – (Cittadella, 22 aprile 1933 – Cittadella, 9 agosto 2020) è stato un calciatore e allenatore di calcio italiano, di ruolo attaccante.

## Carriera
Giocò con l'Olimpia Cittadella in IV Serie. In Serie B giocò con il Valdagno dal 1953 al 1957, e con il Venezia (una stagione), per un totale di cinque campionati di Serie B, mettendo a segno quasi 30 reti come centravanti.
Allenò l'Olimpia Cittadella.